# Italština pro začátečníky (film)
Italština pro začátečníky je dánský film z roku 2000 režírovaný Lone Scherfigovou. Žánrově spadá do kategorií drama, komedie i romantický film, režisérka Scherfigová se ale určení žánru brání, snímek byl totiž natočen podle pravidel manifestu Dogma 95, v rámci něhož to není zvykem.
O hrdinech svého filmu Scherfigová říká: „Dala jsem je dohromady na šest měsíců, až nakonec pochopili psychologický směr a jejich životy se pohnuly ze slzavého údolí k bodu, kdy se život v údolí stává snesitelnější, protože mají někoho, o koho se mohou opřít“
Na berlínském filmovém festivalu obdržel snímek roku 2001 cenu Stříbrný medvěd.

## Děj
Ovdovělý pastor Andreas přijíždí do nové farnosti a postupně se seznamuje s obyvateli tamějšího města. S ochotným recepčním Jørgenem, jeho až příliš cholerickým přítelem Hal-Finnem, kadeřnicí Karen, která má těžce nemocnou hysterickou matku, nešikovnou prodavačkou Olympií, která žije s despotickým otcem a italskou servírkou Giulií. Jørgen, Hal-Finn a Olympie chodí do večerního kurzu italštiny a Andreas se k nim přidá. Všichni jsou momentálně bez partnera, ale to se má brzy změnit. Jørgen se pomalu a nesměle sbližuje s Giulií, Hal-Finn začne svádět Karen a Andreas pomáhá Olympii. Nakonec se rozhodnou společně s dalšími účastníky kurzu italštiny vyrazit do Benátek.